# Síndrome del Monumento a Washington
El  Síndrome del Monumento a Washington, también conocido como el síndrome del Monte Rushmore, el primer principio de los bomberos, es una supuesta táctica política utilizada en los Estados Unidos por agencias del gobierno cuando se tienen que enfrentar a recortes de presupuesto o al cierre del gobierno.
La táctica implica recortar los servicios provistos por el gobierno que sean más visibles y apreciados, estos pueden ir desde servicios populares como los parques nacionales y bibliotecas hasta empleados públicos altamente valorados como profesores o bomberos. Esto se lo hace para poder obtener apoyo para aumentos de impuestos a los que de otra manera los votantes se opondrían.
El nombre proviene del supuesto hábito del Servicio Nacional de Parques de decir que cualquier recorte de su presupuesto llevará al cierre inmediato del increíblemente popular Monumento a Washington. La revista conservadora estadounidense National Review ha comparado la táctica con el chantaje o incluso toma de rehenes.
Aunque la estrategia normalmente tiene la intención de resaltar la importancia del gobierno a los votantes, también puede ser dirigida a los mismos legisladores. En los años 1970, cuando Amtrak se tuvo que enfrentar a un recorte de presupuesto, la empresa anunció que planeaba cancelar las rutas de trenes en los distritos locales de varios miembros del Congreso de los Estados Unidos.
El término fue utilizado por primera vez luego de que George Hartzog, el séptimo director del Servicio Nacional de Parques, cerrara populares parques nacionales como el Monumento a Washington y el Parque nacional del Gran Cañón por dos días a la semana en 1969. En respuesta a las quejas, el congreso eventualmente restauró el financiamiento, y Hartzog renunció.